# روزی روزگاری در دسامبر
روزی روزگاری در دسامبر (انگلیسی: Once Upon a December) آهنگی از فیلم آناستازیا است که در سال ۱۹۹۷ منتشر شد. این آهنگ نامزد جایزه گلدن گلوب برای بهترین آهنگ اصلی شد.

## درباره آهنگ
آهنگ و متن آن در طول داستان سه بار، دو بار به صورت لالایی و یک بار به صورت آهنگ کامل با پل شنیده می‌شود. این لالایی ابتدا در طول پیش‌گفتار فیلم (با اجرای آنجلا لنسبوری در نقش امپراتریس ماری و لیسی چابرت در نقش دوشس بزرگ جوان آناستازیا نیکولاونا از روسیه) و سپس به‌عنوان نسخه‌ای کاپلا در انتهای فیلم شنیده می‌شود، زمانی که امپراتریس بیوه و آناستازیا بزرگسال دوباره به هم می‌پیوندند (خوانده آنجلا لنسبوری و لیز کالاوی در نقش آناستازیا). کالاوی همچنین نسخه کامل (که شامل اشعار لالایی نیست) را در مرحله دوم فیلم می‌خواند. نسخه پاپ با آواز خواننده کانتری دینا کارتر نیز در موسیقی متن فیلم قرار گرفت و به عنوان موزیک ویدیو منتشر شد. گروه آکاپلا پنتاتونیکس نیز این آهنگ را در آلبوم کریسمس ۲۰۲۰ خود به نام ما به یک کریسمس کوچک نیاز داریم پوشش داد.

## تولید و خلاصه
ملودی این آهنگ تکرار لالایی است که مادربزرگش برای آنیا خوانده است:
On the wind, 'cross the sea, sing this song and remember
با بادی که، از دریا می‌گذرد، این آهنگ را بخوان و به یاد بیاور
Soon you'll be home with me, once upon a December

به زودی با من در خانه خواهی بود، روزی از روزهای ماه دسامبر
امپراطور، یک جعبه موسیقی را سفارش می‌دهد که لالایی را به عنوان هدیه برای آنیا جوان می‌نوازد تا در زمانی که مادربزرگش دور است به او آرامش دهد. ملودی تکرارشونده از زمان خاطره لالایی آنیا به عنوان یک وسیله روایی در فیلم عمل می‌کند و کلیدهای گردنبند جعبه موسیقی تنها پیوند او با گذشته فراموش شده‌اش است. مضمون حافظه توسط آهنگساز، دیوید نیومن که مکرر از این ملودی در طول موسیقی فیلم استفاده می‌کند، همچنین تغییراتی از آهنگ «سفر به گذشته» را در خود جای داده است. نسخه کامل «روزی روزگاری در دسامبر» توسط آنیا پس از ورود به کاخ زمستانی متروکه در سن پترزبورگ خوانده می‌شود. خاطرات سرکوب شده گذشته او با بازگشت ناآگاهانه او به خانه دوران کودکی‌اش تحریک و باعث ایجاد یک سکانس رویایی موسیقی می‌شود که در آن کاخ به شکوه سابق خود باز می‌گردد و او خواندن این آهنگ را در کودکی با مادربزرگش به یاد می‌آورد.

## انتقادها
DVDReview آن را به عنوان "نمایشگر در فیلم" توصیف می‌کند. LegendOfFlaura نوشت: «دو آهنگ مورد علاقه طرفداران، آهنگ‌های آنیا، «سفر به گذشته» و «روزی روزگاری در دسامبر» هستند، که هر دو رقیب تک‌نوازی سوپرانوی منکن/اشمن هستند. این سایت ماه دسامبر را به خوبی با گذشته مقایسه کرد و نوشت: «روزی روزگاری در دسامبر که داستان فیلم را بهتر روایت می‌کند. این آهنگ که در تکرارهای آوازی کوتاه در سراسر موسیقی ظاهر می‌شود، عنصر ارتباطی بین آنیا و مادربزرگ گمشده‌اش است و حساسیت روسی والس بسیار جالب‌تر از تصنیف نسبتاً ساده است. intimat DarkRealmFox گفت که این یک "عدد موسیقایی شگفت‌انگیز" بود. FilmVault می‌گوید که "افسانه‌ای دوست داشتنی" است. FilmTracks گفت که نسخه پاپ "نسخه برجسته همه آهنگ‌ها است، با وجود رندر آوازی تا حدی تنبل". AllMusic آن را به عنوان نمونه‌ای از کپی کردن "فرمول دیزنی برای متعادل کردن آهنگ‌های نمایش بزرگ از فیلم با نسخه‌های پاپ MOR دوباره ضبط شده از همان آهنگ" توصیف می‌کند. DVDReview آن را به عنوان "آواز خواندن به سبک کارائوکه" توصیف می‌کند.